# Chabeuil
Chabeuil ist eine französische Gemeinde mit 6860 Einwohnern (Stand: 1. Januar 2022) im Département Drôme in der Region Auvergne-Rhône-Alpes; sie gehört zum Arrondissement Valence und zum Kanton Valence-2. Die Einwohner heißen Chabeuillois(es).

## Geographie

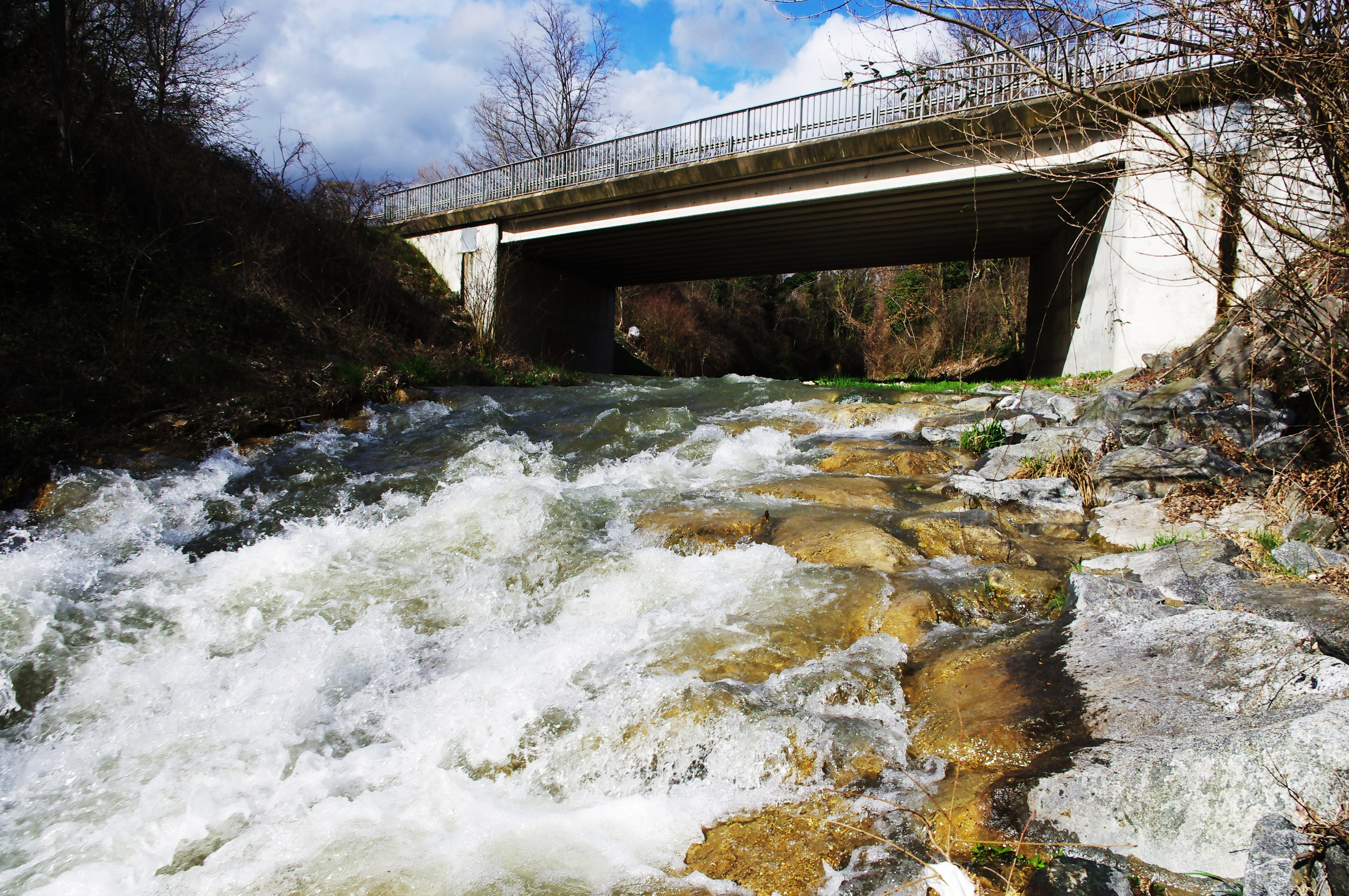
Der Fluss Véore bei Chabeuil

Chabeuil liegt am Véore, einem Zufluss der Rhône.
Chabeuil wird umgeben von den Nachbargemeinden Montélier im Norden, Châteaudouble im Osten, Barcelonne im Südosten, Montvendre im Süden sowie Malissard und Valence im Westen.
Durch die Gemeinde führt die frühere Route nationale 538.
Im Gemeindegebiet liegt ferner der Flughafen Valence-Chabeuil (IATA-Code: VAF).

## Bevölkerungsentwicklung
| Jahr                       | 1962 | 1968 | 1975 | 1982 | 1990 | 1999 | 2006 | 2020 |
| Einwohner                  | 3266 | 3500 | 3809 | 4319 | 4790 | 5861 | 6396 | 6839 |
| Quellen: Cassini und INSEE |      |      |      |      |      |      |      |      |

## Sehenswürdigkeiten
- Stadttor aus dem 13./14. Jahrhundert
- Ruinen des Château de Gontardes
- Château de Brimard mit Park
- Château Neyrieu, 1710 errichtet
- Château de Rozier
- Château Saint-Pierre, im 17. Jahrhundert errichtet
- Kirche Saint-Jean aus dem Jahr 1862

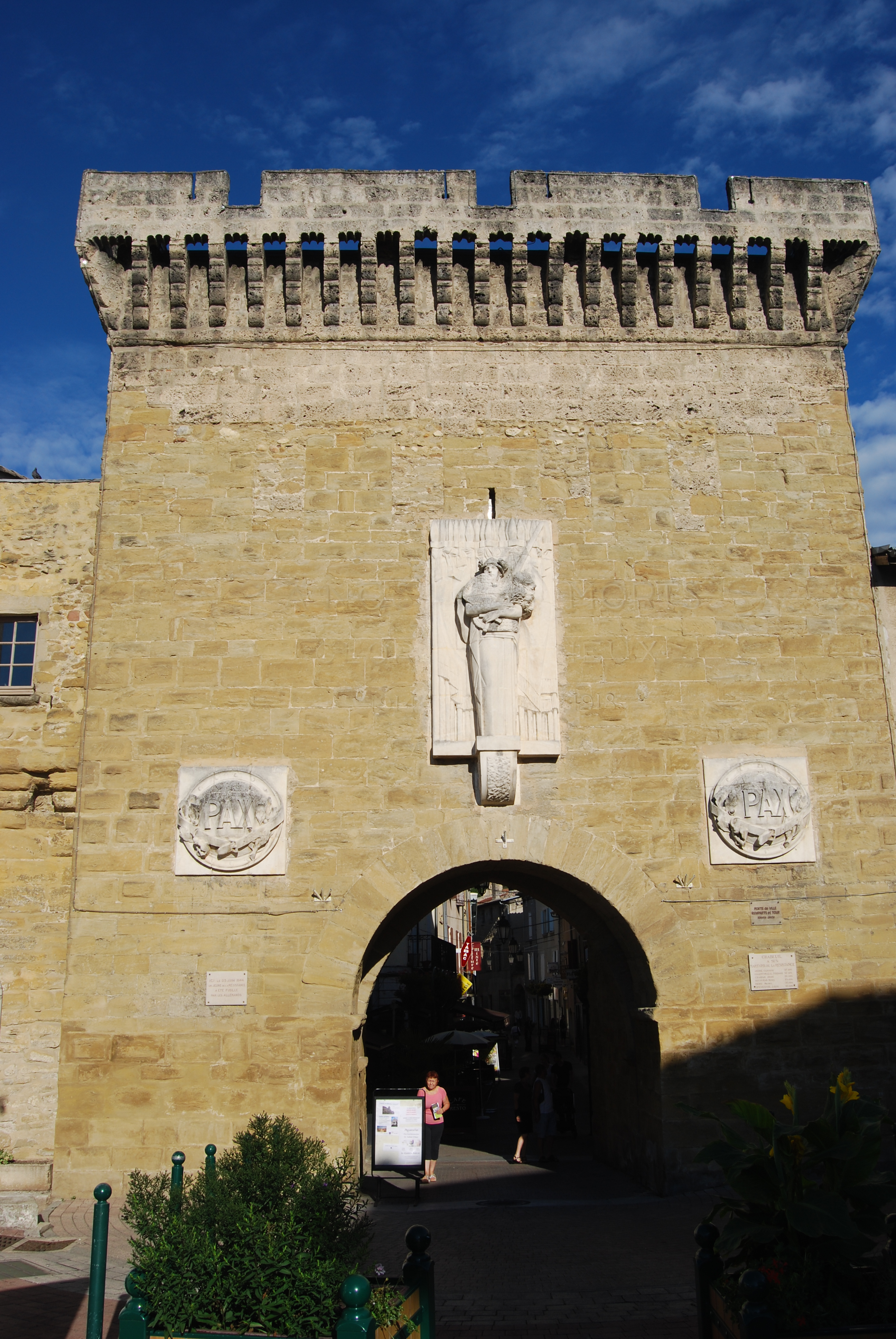
Historisches Stadttor
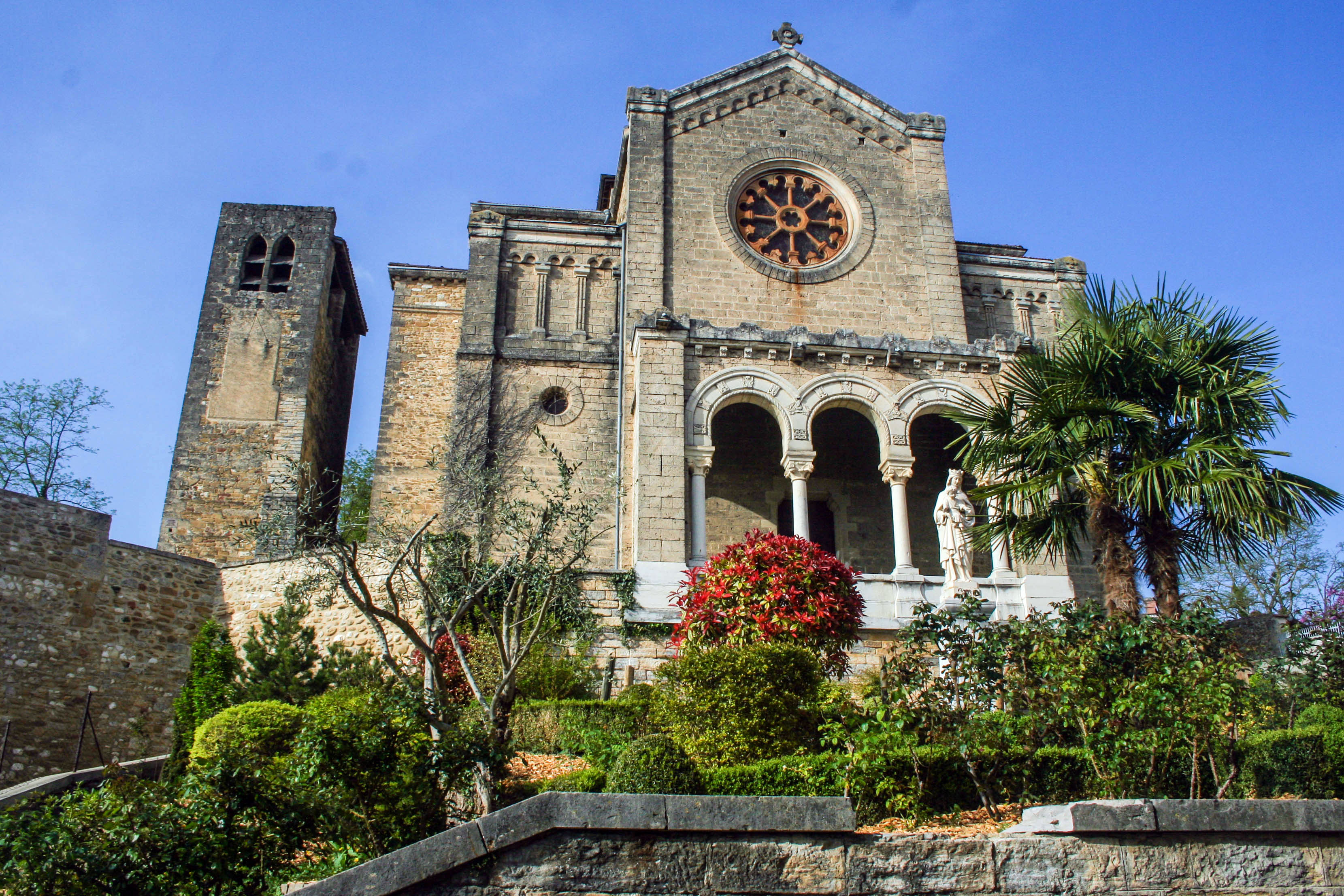
Kirche Saint-Jean
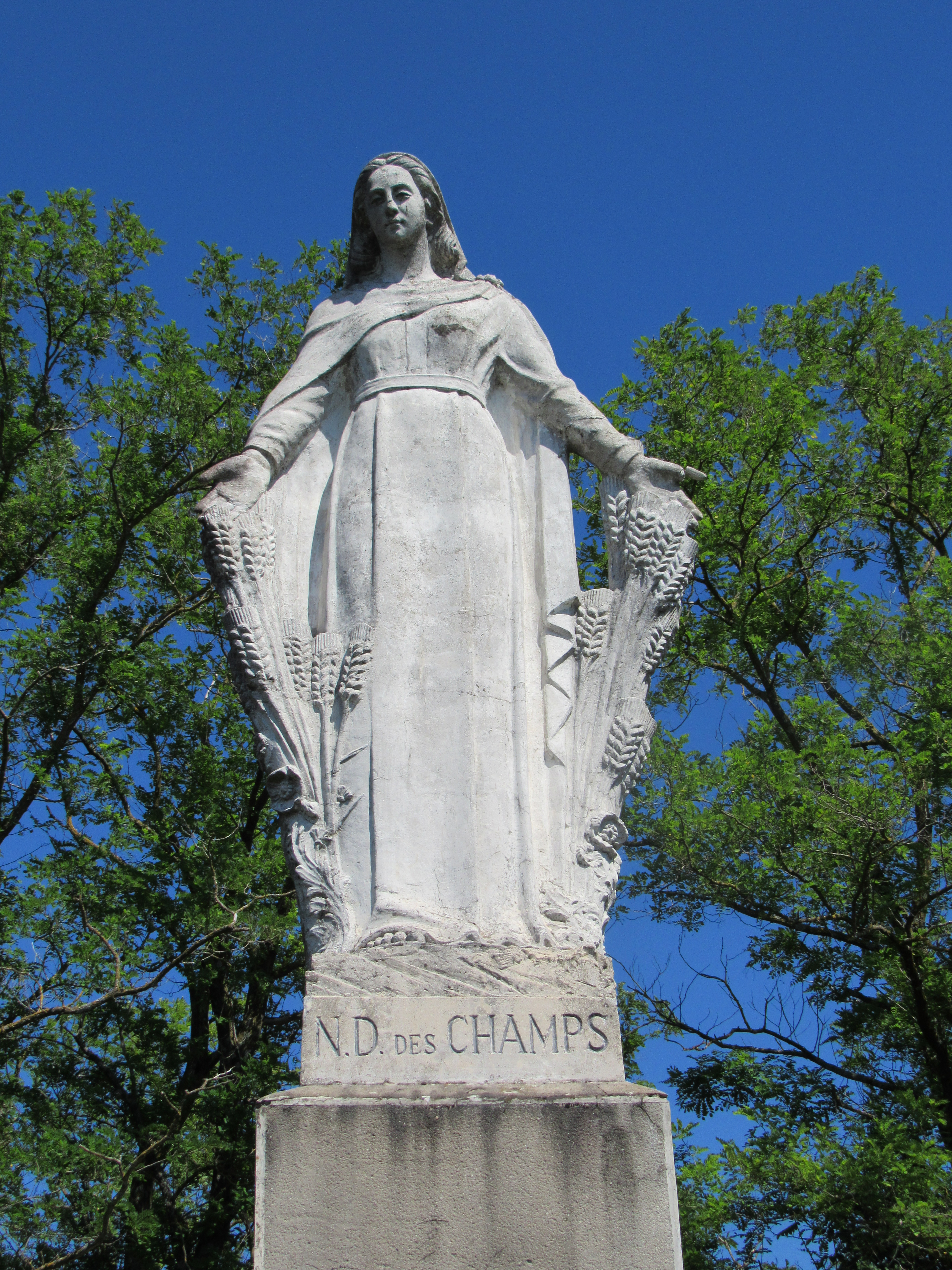
Marienstatue

## Gemeindepartnerschaft
Mit der deutschen Gemeinde Mönchweiler im Schwarzwald (Baden-Württemberg) besteht seit 1983 eine Partnerschaft. Anfang Mai 2014 fanden die Feierlichkeiten des dreißigjährigen Jubiläums statt.